# Pieretta Dawn
Pour les articles homonymes, voir Dawn.
Pieretta Dawn, née le 28 janvier 1994, est le nom de plume de Praekarn Nirandara (en thaï : แพรกานต์ นิรันดร), une des plus jeunes auteures connues en Thaïlande, écrivant en langue anglaise. Elle a reçu des critiques élogieuses pour son premier roman pour jeunes adolescents The Mermaid Apprentices, le premier d'une trilogie de fantasy écrite à 15 ans.

## Biographie
Issue d'une famille aisée, elle tient de ses parents le goût de la lecture et de l'écriture. À la suite de la lecture d'Harry Potter, œuvre alors encore inconnue en Thaïlande, elle se passionne pour le genre littéraire de la fantasy. Elle commence à écrire à 13 ans et à 15 ans, elle publie son premier roman dans ce genre, The Mermaid Apprentices (« Les apprenties sirènes »). Cette fiction raconte les aventures de deux adolescents, Leilah et Nathaïr, qui deviennent des ambassadeurs entre les humains et les espèces de la mer. Elle le rédige en anglais et une traduction en thaï est produite par Sumalee Bumrungsook (en thaï : สุมาลี บำรุงสุข), (également traductrice de la série Harry Potter en thaï). Les deux versions sortent simultanément en 2009,. Le roman est également publié en italien par Fazi Editor,. Divers auteurs saluent sa créativité, y compris Chiranan Pitpreecha et Binlah Sonkalagiri, deux écrivaines thaïlandaises détentrices du prix des écrivains de l'Asie du Sud-Est. Chiranan Pitpreecha déclare que l’œuvre est « remarquable, tant pour son inspiration que pour son style et son langage spirituel ».
Depuis la publication de son livre, elle est sollicitée et participe à des symposiums de l'UNESCO, à des événements littéraires et à la promotion de la lecture et de l'écriture dans les écoles thaïlandaises. Elle apparait également dans des émissions de radio et de télévision, et est mise à contribution par des journaux et revues, notamment le Bangkok Post ou The Nation, ainsi que pour une campagne Bangkok Read for Life en association avec l'UNESCO. Son roman de fantasy, The Mermaid Apprentices, est devenu le premier d'une trilogie, et a été suivi de la publication en 2011 de The Nymph Treasury (« le trésor de la nymphe »), et en 2013 de The Elven Ambassador (« L'ambassadeur des elfes »).